# Șciîhliivka, Korostîșiv
Șciîhliivka (în ucraineană Щигліївка) este localitatea de reședință a comunei Șciîhliivka din raionul Korostîșiv, regiunea Jîtomîr, Ucraina.

## Demografie
Componența lingvistică a localității Șciîhliivka
     Ucraineană (98,43%)
     Rusă (1,18%)
Conform recensământului din 2001, majoritatea populației localității Șciîhliivka era vorbitoare de ucraineană (98,43%), existând în minoritate și vorbitori de rusă (1,18%).